# L'Étang-Vergy
L'Étang-Vergy é uma comuna francesa na região administrativa da Borgonha-Franco-Condado, no departamento de Côte-d'Or. Estende-se por uma área de 2,63 km². Em 2010 a comuna tinha 220 habitantes (densidade: 83,7 hab./km²).